# Stade olympique Henri-Dujol
Le stade olympique Henri-Dujol est un stade omnisports d'Albertville, dans le département français de la Savoie, avec une piste d'athlétisme et un stade de football. Ce site était à l'origine l'anneau de glace pour les épreuves de épreuves de patinage de vitesse pour les Jeux olympiques d'hiver de 1992.
Le site a été reconverti après les jeux en conservant la tribune de 180 m de long.

## L'anneau de vitesse
L'anneau de vitesse a été livré en 1991 et dès le début, il est prévu comme un équipement temporaire qui sera reconverti en stade omnisports (football, athlétisme, rugby, etc.). La piste mesurait 400 m de long sur 12 m de large, piste olympique située pour la dernière fois en plein air. Il pouvait accueillir 10000 spectateurs
La charpente métallique de la tribune est en forme d'aile ; elle pèse 300 tonnes et mesure 180 m de long. Cet équipement est prévu dans le parc olympique à proximité de la halle olympique.
L'esthétique et l'intégration ont été pris en compte pour la construction. La toiture est d'inspiration aéronautique, étudiée par CAO. Des talus ont été engazonnés en bord de piste.
Pour fabriquer la glace, une chaussette drainante disposée sur la base de la piste récupérait les eaux. Cette surface de base était recouverte d'une couche de sable de 1,20 m à l'intérieur de laquelle se trouvait un réseau de conduits de 70 km. Les produits réfrigérants utilisés pour la fabrication du froid (R 22 et 30 tonnes de saumure) circulaient à l'intérieur des conduits. L'épaisseur de la couche de glace était de 4 cm. La glace était refroidie à -5 °C, -8 °C.
Le site a accueilli en 1991 une manche de la coupe du monde hommes et en 1992 une manche de la coupe du monde femmes.
| Distance | Hommes                 | Hommes   | Hommes     | Femmes                  | Femmes  | Femmes     |
| Distance | Patineur               | Temps    | Date       | Patineur                | Temps   | Date       |
| -------- | ---------------------- | -------- | ---------- | ----------------------- | ------- | ---------- |
| 500m     | Uwe-Jens Mey (GER)     | 37,14    | 15-02-1992 | Bonnie Blair (USA)      | 40,33   | 09-02-1992 |
| 1000m    | Olaf Zinke (GER)       | 1.14,85  | 18-02-1992 | Bonnie Blair (USA)      | 1.21,90 | 10-02-1992 |
| 1500m    | Johann Olav Koss (NOR) | 1.54,81  | 16-02-1992 | Jacqueline Börner (GER) | 2.05,87 | 12-02-1992 |
| 3000m    |                        |          |            | Gunda Niemann (GER)     | 4.19,90 | 14-02-1992 |
| 5000m    | Johann Olav Koss (NOR) | 6.51,36  | 17-02-1991 | Gunda Niemann (GER)     | 7.31,57 | 17-02-1992 |
| 10.000m  | Bart Veldkamp (NED)    | 14.12,12 | 20-02-1992 |                         |         |            |

## Stade omnisports
Le Stade Olympique Henri-Dujol a accueilli plusieurs fois des matchs amicaux de l'Olympique de Marseille ou de l'OGC Nice.